# Love Destiny
Singles de Ayumi Hamasaki
Whatever
(1999) To Be
(1999)
Love ~Destiny~ (écrit : LOVE ~Destiny~) est le 7e single de Ayumi Hamasaki sorti sous le label Avex Trax, ou son 8e au total en comptant Nothing from Nothing.

## Présentation
Le single sort le 14 avril 1999 au Japon sous le label Avex Trax, produit par Max Matsuura, au format "mini-CD" de 8 cm (ancienne norme des singles au Japon). Il ne sort que deux mois après le précédent single de la chanteuse : Whatever. C'est le premier single de la chanteuse à atteindre la 1e place du classement des ventes de l'Oricon. Il se vend à 70 540 exemplaires la première semaine, et reste classé pendant 26 semaines, pour un total de 650 790 exemplaires vendus durant cette période. Comme les sept autres premiers singles de la chanteuse pour avex, il sera réédité le 28 février 2001 au format "maxi-single" de 12 cm avec des remixes supplémentaires.
La chanson Love, composée par Tsunku, figure en deux versions sur le single : les paroles de la version Love ~Destiny~ sont écrites par la chanteuse qui les interprète en solo, tandis que celles de la version Love ~since 1999~ sont écrites par Tsunku et chantées en duo avec lui.
Les deux versions ont servi de thèmes musicaux au drama SemiDouble. La  version en duo figure aussi sur le single Love ~Dakiatte~ de Tsunku with 7House qui sort 10 jours plus tard, le 24 avril 1999.
Les paroles de la chanson seront à nouveau réécrites pour figurer sous le titre Love ~Refrain~ sur l'album Loveppears d'octobre 1999. La version Love ~Destiny~ figurera sur les compilations A Best de 2001 et A Complete: All Singles de 2008 ; elle sera réenregistrée en 2008 à l'occasion des dix ans de carrière de la chanteuse chez avex pour figurer sur le single Days/Green sous le titre Love ~Destiny~ (10th Anniversary Version).

## Liste des titres
Toute la musique est composée par Tsunku.
| 1. | Love ~Destiny~ (LOVE ~Destiny~)                        | Ayumi Hamasaki | 4:56 |
| 2. | Love ~Since 1999~ (LOVE ~Since 1999~)                  | Tsunku         | 4:41 |
| 3. | Love ~Destiny~ (Instrumental) (LOVE ~Destiny~ …)       | (Instrumental) | 4:56 |
| 4. | Love ~Since 1999~ (Instrumental) (LOVE ~Since 1999~ …) | (Instrumental) | 4:40 |

## Réédition
Singles de Ayumi Hamasaki
Evolution
(2001) Never Ever
(2001)
Love ~Destiny~ (écrit : LOVE ~Destiny~) est la réédition au format maxi-single en 2001 du septième single de Ayumi Hamasaki sorti sous le label Avex Trax en 1999.
Comme les sept autres premiers singles de la chanteuse pour avex, le single original était sorti initialement au format "mini-CD" de 8 cm (ancienne norme des singles au Japon), le 14 avril 1999. Il est réédité le 28 février 2001 au format "maxi-single" de 12 cm (nouvelle norme au Japon), avec une pochette différente beige et trois titres en supplément : une version remixée de From Your Letter du premier album, et deux remix de la chanson-titre du single Kanariya. Cette édition atteint la 20e place du classement de l'Oricon et reste classée pendant quatre semaines.
Toutes les paroles sont écrites par Ayumi Hamasaki sauf N°2 par Tsunku, toute la musique est composée par Tsunku sauf 3-4 (Yasuhiko Hoshino) et 5 (Akio Togashi).
| 1. | Love ~Destiny~ (LOVE ~Destiny~)                              | 4:56 |
| 2. | Love ~Since 1999~ (LOVE ~Since 1999~)                        | 4:41 |
| 3. | Kanariya "Big Room Mix" (kanariya…)                          | 7:37 |
| 4. | Kanariya "HΛL's Mix" (kanariya…)                             | 4:26 |
| 5. | From Your Letter "Pandart Sasanooha Mix" (from your letter…) | 5:44 |
| 6. | Love ~Destiny~ (Instrumental) (LOVE ~Destiny~ …)             | 4:56 |
| 7. | Love ~Since 1999~ (Instrumental) (LOVE ~Since 1999~ …)       | 4:40 |

## Interprétations à la télévision
- Utaban (15 avril 1999)
- Pop Jam (17 avril 1999)
- Pop Jam (17 juillet 1999)
- Heart Aid Taiwan (5 décembre 1999)
- Pop Jam Christmas Special (25 décembre 1999)
- UC Special Live ayumi hamasaki Limited Stage 2000 Winter (Acoustic Orchestra Version) (5 décembre 2000)
- Concert in Beijing (29 septembre 2002)